# TRIM38
TRIM38 (англ. Tripartite motif containing 38) – білок, який кодується однойменним геном, розташованим у людей на 6-й хромосомі. Довжина поліпептидного ланцюга білка становить 465 амінокислот, а молекулярна маса — 53 416.
| 10         |  | 20         |  | 30         |  | 40         |  | 50         |
| ---------- |  | ---------- |  | ---------- |  | ---------- |  | ---------- |
| MASTTSTKKM |  | MEEATCSICL |  | SLMTNPVSIN |  | CGHSYCHLCI |  | TDFFKNPSQK |
| QLRQETFCCP |  | QCRAPFHMDS |  | LRPNKQLGSL |  | IEALKETDQE |  | MSCEEHGEQF |
| HLFCEDEGQL |  | ICWRCERAPQ |  | HKGHTTALVE |  | DVCQGYKEKL |  | QKAVTKLKQL |
| EDRCTEQKLS |  | TAMRITKWKE |  | KVQIQRQKIR |  | SDFKNLQCFL |  | HEEEKSYLWR |
| LEKEEQQTLS |  | RLRDYEAGLG |  | LKSNELKSHI |  | LELEEKCQGS |  | AQKLLQNVND |
| TLSRSWAVKL |  | ETSEAVSLEL |  | HTMCNVSKLY |  | FDVKKMLRSH |  | QVSVTLDPDT |
| AHHELILSED |  | RRQVTRGYTQ |  | ENQDTSSRRF |  | TAFPCVLGCE |  | GFTSGRRYFE |
| VDVGEGTGWD |  | LGVCMENVQR |  | GTGMKQEPQS |  | GFWTLRLCKK |  | KGYVALTSPP |
| TSLHLHEQPL |  | LVGIFLDYEA |  | GVVSFYNGNT |  | GCHIFTFPKA |  | SFSDTLRPYF |
| QVYQYSPLFL |  | PPPGD      |  |            |  |            |  |            |

A: Аланін

C: Цистеїн

D: Аспарагінова кислота

E: Глутамінова кислота

F: Фенілаланін

G: Гліцин

H: Гістидин

I: Ізолейцин

K: Лізин

L: Лейцин

M: Метіонін

N: Аспарагін

P: Пролін

Q: Глутамін

R: Аргінін

S: Серин

T: Треонін

V: Валін

W: Триптофан

Кодований геном білок за функціями належить до трансфераз, фосфопротеїнів. 
Задіяний у таких біологічних процесах, як імунітет, вроджений імунітет, убіквітинування білків. 
Білок має сайт для зв'язування з іонами металів, іоном цинку. 